# CDX2
CDX2 (англ. Caudal type homeobox 2) – білок, який кодується однойменним геном, розташованим у людей на короткому плечі 13-ї хромосоми. Довжина поліпептидного ланцюга білка становить 313 амінокислот, а молекулярна маса — 33 520.
| 10         |  | 20         |  | 30         |  | 40         |  | 50         |
| ---------- |  | ---------- |  | ---------- |  | ---------- |  | ---------- |
| MYVSYLLDKD |  | VSMYPSSVRH |  | SGGLNLAPQN |  | FVSPPQYPDY |  | GGYHVAAAAA |
| AAANLDSAQS |  | PGPSWPAAYG |  | APLREDWNGY |  | APGGAAAAAN |  | AVAHGLNGGS |
| PAAAMGYSSP |  | ADYHPHHHPH |  | HHPHHPAAAP |  | SCASGLLQTL |  | NPGPPGPAAT |
| AAAEQLSPGG |  | QRRNLCEWMR |  | KPAQQSLGSQ |  | VKTRTKDKYR |  | VVYTDHQRLE |
| LEKEFHYSRY |  | ITIRRKAELA |  | ATLGLSERQV |  | KIWFQNRRAK |  | ERKINKKKLQ |
| QQQQQQPPQP |  | PPPPPQPPQP |  | QPGPLRSVPE |  | PLSPVSSLQA |  | SVPGSVPGVL |
| GPTGGVLNPT |  | VTQ        |  |            |  |            |  |            |

A: Аланін

C: Цистеїн

D: Аспарагінова кислота

E: Глутамінова кислота

F: Фенілаланін

G: Гліцин

H: Гістидин

I: Ізолейцин

K: Лізин

L: Лейцин

M: Метіонін

N: Аспарагін

P: Пролін

Q: Глутамін

R: Аргінін

S: Серин

T: Треонін

V: Валін

W: Триптофан

Кодований геном білок за функціями належить до активаторів, білків розвитку, фосфопротеїнів. 
Задіяний у таких біологічних процесах, як транскрипція, регуляція транскрипції. 
Білок має сайт для зв'язування з ДНК. 
Локалізований у ядрі.